# (2239) Paracelse
Pour les articles homonymes, voir Paracelsus.
(2239) Paracelse est un astéroïde de la ceinture principale.

## Description
(2239) Paracelseest un astéroïde de la ceinture principale. Il fut découvert le 13 septembre 1978 à l'observatoire Zimmerwald par Paul Wild. Il présente une orbite caractérisée par un demi-grand axe de 3,20 UA, une excentricité de 0,10 et une inclinaison de 10,9° par rapport à l'écliptique.

## Compléments